# Shock absorber
En shock absorber är inom klättring, en rundsydd slinga, oftast ca 60 cm (finns i olika storlekar), som är ihopsydd med en speciell sorts stygn som går sönder vid hög belastning. Den vanliga gränsen för en shock absorber att "rippa" är ca 250 kg, en vikt som en fallande klättrare snabbt kommer upp i. När slingans alla stygn har "rippats" upp är den som en vanlig rundsydd slinga.
Precis som med dynamiska klätterrep (se rep) så är fördelen att det skapar mer dynamik i systemet. Shock absorbers används framför allt inom isklättring och aidklättring, där säkringarna ofta kan vara tvivelaktiga.
Shock absorbers går också under benämningen screamers, sedan Yates climbing equipment först började tillverka shock absorbers med detta namn.
På engelska betyder shock absorber även stötdämpare (på en bil).